# Satyrus intermedia
Satyrus intermedia är en fjärilsart som beskrevs av Grum-grshimailo 1890. Satyrus intermedia ingår i släktet Satyrus och familjen praktfjärilar. Inga underarter finns listade.